# Segurus Bolivar Tennis Champions 2012
Il Segurus Bolivar Tennis Champions 2012 è stato un torneo di tennis giocato sulla Terra rossa. È stata la 1ª edizione del Segurus Bolivar Tennis Champions, che fa parte dell'ATP Champions Tour, campionato riservato alle vecchie glorie del tennis mondiale.

## Partecipanti
| Nazionalità | Giocatore          |
| ----------- | ------------------ |
| Spagna      | Carlos Moyá        |
| Francia     | Fabrice Santoro    |
| Colombia    | Michael Quintero   |
| Canada      | Greg Rusedski      |
| Australia   | Mark Philippoussis |
| Argentina   | Gastón Gaudio      |

- Valido per l'ATP Champions Tour

## Campione

### Singolare
Carlos Moyá ha battuto in finale  Greg Rusedski per 6-4, 6-4.